# The Open Championship 2015
De 144ste editie van het Brits Open werd van 16 tot en met 20 juli 2015 gespeeld op de Old Course van de St Andrews Links in Schotland. Het was de 29ste keer dat het Open op deze baan gespeeld werd. Het toernooi werd geteisterd door veel regen en stormachtige windvlagen en de laatste ronde werd derhalve pas op maandag 20 juli gespeeld terwijl die voorzien was voor zondag 19 juli.

## Verslag
Drie deelnemers hebben het Brits Open al meer dan 35 keer gespeeld: Sandy Lyle (39x), Tom Watson (37x) en Nick Faldo (36x). De laatste twee hebben aangekondigd dat dit de laatste keer is dat zij aan het Open mee zouden doen. 

### Ronde 1
Ronde 1 werd door 84 spelers onder par gescoord. Retief Goosen was de eerste speler die met een score van 66 binnen kwam, rookie Robert Streb de tweede. Amateur Jordan Niebrugge scoorde 67, gelijk aan het amateursrecord. Dustin Johnson scoorde de beste ronde: 65. Joost Luiten had een matige start, hij raakte maar 63% van de fairways en 83% van de greens en had 35 putts, daarmee eindigde hij op +2. Ter vergelijk: Dustin Johnson sloeg 75% fairways en 89% van de greens en had slechts 28 puts.

### Ronde 2
Vrijdag: Alleen Jaco van Zyl, Mark Calcavecchia en Marcel Siem waren om 06:32 uur gestart. Het regende zo hard, dat zij de eerste hole niet konden afmaken omdat een deel van de green onder water stond. Toen het spel hervat werd, stond Danny Willett na vijf holes aan de leiding en had hij na hole 10 zelfs vier slagen voorsprong op Zach en Dustin Johnson.
De beste dagronde was 66 van Russell Henley. Joost Luiten miste nu minder fairways maar scoorde toch niet onder par. Hij miste de cut.  Vijf van de negen amateurs haalden de cut: Paul Dunne (-6), Jordan Niebrugge (-4),  Romain Langasque (-3), Oliver Schniederjans (-2) en Asley Chesters (-1). Tom Watson speelde zijn  128ste en laatste ronde van het Brits Open. Toen hij met Ernie Els en Brandt Snedeker op de 18de tee stond, was het eigenlijk te donker om nog af te slaan, maar zijn medespelers beslisten dat ze hun ronde zouden afmaken. Toen Watson over de Swilcan brug naar de 18de green liep, wachtte hem een groot applaus van het publiek.
Zaterdag:  Nog 42 spelers moesten hun tweede ronde afmaken. De R&A besloot dat er 's ochtend gewoon gestart moest worden, maar na 32 minuten werden de spelers weer van de baan gehaald. Scott Hend had een dubbel bogey gemaakt en diende een klacht in. Later bleek dat hij de cut met twee slagen miste. Er was stormachtige wind, windkracht 8 (67km per uur), en de baan was het grootste deel van de dag niet bespeelbaar. Pas aan het einde van de middag kon de ronde afgemaakt worden.

### Ronde 3
De derde ronde werd dus pas op zondag gespeeld. De omstandigheden waren die ochtend prima, het was zonnig en er stond nauwelijks wind. Voordat de leider om 3 uur startte, had Marc Leishman een ronde van 64 gemaakt voor een totaalscore van -9. Dustin Johnson moest al gauw op -10 de leiding delen met Jordan Spieth, Pádraig Harrington, Charl Schwartzel, Danny Willett en amateur Paul Dunne, terwijl acht spelers op -9 stonden. Paul Dunn maakte zijn vijfde birdie op hole 10 voor -11, daarna maakte Jordan Spieth zijn zevende birdie en kwam daarmee ook op -11. Danny Willett maakte met zijn lange putter op hole 9 een birdie voor -11 en weer een birdie op hole 10, waarna hij alleen aan de leiding stond.

### Ronde 4
De vierde ronde werd gespeeld  op maandag. Het was pas de tweede keer in de geschiedenis van het Open dat dit gebeurde. De eerste keer was in 1988, toen Severiano Ballesteros het Open voor de derde keer won.
Amateurs
In deze laatste ronde vochten vier amateurs om de Silver Medal die in 1948 werd ingesteld voor de beste amateur. Dunne begon met bogey-bogey-birdie. Dunne verloor daarna nog een aantal slagen en werd ingehaald door Asley Chesters, Oliver Schniederjans en Jordan Niebrugge, die met -11 de Silver Medal won.
Professionals
Marc Leishman stond na zeven birdies met -16 alleen aan de leiding, maar een uur later stond hij op -15 met Jordan Spieth en Zach Johnson, die als eerste van hen binnenkwam. Spieth maakte een bogey op hole 17 en ging weer naar -14, en Oosthuizen maakte een birdie op hole 18 en kwam op -15.
Play-off
Bij het Open wordt geen sudden-death play-off gespeeld maar een play-off over minimaal vier holes (1,2,17 en 18) Daarna wordt indien nodig een sudden-death play-off op hole 18 gespeeld. Dit is de eerste play-off sinds 2009, toen Tom Watson met een bogey eindigde en verloor van Stewart Cink. Uiteindelijk zegevierde Zach Johnson.
Scores
| Naam                  | FedEx | R2D | OWGR | Score R1 | Score R1 | Nr   | Score R2 | Score R2 | Totaal | Nr  | Score R3 | Score R3 | Totaal | Nr  | Score R4 | Score R4 | Totaal | Nr  | Play-off | Play-off | Play-off | Play-off | Nr |
| --------------------- | ----- | --- | ---- | -------- | -------- | ---- | -------- | -------- | ------ | --- | -------- | -------- | ------ | --- | -------- | -------- | ------ | --- | -------- | -------- | -------- | -------- | -- |
| Zach Johnson          | 31    | =   | 25   | 66       | -6       | T2   | 71       | -1       | -7     | T4  | 70       | -2       | -9     | T6  | 66       | -6       | -15    | T1  | 3        | 3        | 5        | 4        | 1  |
| Louis Oosthuizen      | 51    | 2   | 17   | 67       | -5       | T8   | 70       | -2       | -7     | T4  | 67       | -5       | -12    | T1  | 69       | -3       | -15    | T1  | 3        | 4        | 5        | 4        | 2  |
| Marc Leishman         | 79    | =   | 61   | 70       | -2       | T20  | 73       | +1       | -1     | T46 | 64       | -8       | -9     | T6  | 66       | -6       | -15    | T1  | 5        | 4        | 5        | 4        | 3  |
| Jordan Spieth         | 1     | =   | 2    | 67       | -5       | T8   | 72       | par      | -5     | T17 | 66       | -6       | -11    | 4   | 69       | -3       | -14    | T4  |          |          |          |          |    |
| Jason Day             | 16    | =   | 9    | 66       | -6       | T2   | 71       | -1       | -7     | T4  | 67       | -5       | -12    | T1  | 70       | -2       | -14    | T4  |          |          |          |          |    |
| Danny Willett         | =     | 2   | 39   | 66       | -6       | T2   | 69       | -3       | -9     | 2   | 72       | par      | -9     | T6  | 70       | -2       | -11    | T6  |          |          |          |          |    |
| Jordan Niebrugge (Am) | =     | =   | =    | 67       | -5       | T8   | 73       | +1       | -4     | T21 | 67       | -5       | -9     | T6  | 70       | -2       | -11    | T6  |          |          |          |          |    |
| Adam Scott            | 99    | =   | 11   | 70       | -2       | T29  | 67       | -5       | -7     | T4  | 70       | -2       | -9     | T6  | 71       | -1       | -10    | T10 |          |          |          |          |    |
| Robert Streb          | 6     | =   | 60   | 66       | -6       | T2   | 71       | -1       | -7     | T4  | 70       | -2       | -9     | T6  | 73       | +1       | -8     | T18 |          |          |          |          |    |
| Pádraig Harrington    | 76    | 194 | 102  | 72       | par      | T68  | 69       | -3       | -3     | T25 | 65       | -7       | -10    | 5   | 75       | +3       | -7     | T20 |          |          |          |          |    |
| Retief Goosen         | 121   | =   | 209  | 66       | -6       | T2   | 72       | par      | -6     | T10 | 69       | -3       | -9     | T6  | 74       | +2       | -7     | T20 |          |          |          |          |    |
| Paul Dunne (Am)       | =     | =   | =    | 69       | -3       | T21  | 69       | -3       | -6     | T10 | 66       | -6       | -12    | T1  | 78       | +6       | -6     | T30 |          |          |          |          |    |
| Marc Warren           | =     | 14  | 56   | 68       | -4       | T13  | 69       | -3       | -7     | T4  | 72       | par      | -7     | T18 | 74       | +2       | -5     | T40 |          |          |          |          |    |
| Paul Lawrie           | =     | 116 | 346  | 66       | -6       | T2   | 70       | -2       | -8     | 3   | 74       | +2       | -6     | T33 | 73       | +1       | -5     | T40 |          |          |          |          |    |
| Dustin Johnson        | 4     | =   | 4    | 65       | -7       | 1    | 69       | -3       | -10    | 1   | 75       | +3       | -7     | T18 | 75       | +3       | -4     | T49 |          |          |          |          |    |
| Joost Luiten          | =     | 35  | 48   | 74       | +2       | T114 | 72       | par      | +2     | MC  |          |          |        |     |          |          |        |     |          |          |          |          |    |

| Leider |  | Toernooirecord | FedEx = FedEx Cup | R2D = Race to Dubai |  | OWGR |  | MC = missed cut = cut gemist |

## Kwalificatie

### Kwalificatietoernooien
Er zijn in 2015 regionale kwalificatietoernooien in Australië, Afrika, Amerika, Engeland, Ierland, Japan, Schotland, Thailand. Daar kunnen spelers zich kwalificeren voor de finale kwalificatietoernooien, die op 30 juni in Engeland en Schotland gespeeld werden. Op iedere baan konden drie spelers zich plaatsen:
- Gailes Links: Ryan Fox, Paul Kinnear (Am), Mark Young (Am)
- Hillside: Scott Arnold R, Pelle Edberg, Jordan Niebrugge (Am)
- Royal Cinque Ports:  Alister Balcombe (Am), Gary Boyd, Ben Taylor (Am)
- Woburn: Robert Dinwiddie R, Paul Dunne (Am), Retief Goosen

R = rookie; er doen 20 rookies mee, 10 daarvan zijn geen lid van de Europese Tour.

### Rechtstreeks geplaatst
Er doen 156 spelers mee uit 24 verschillende landen, 34 spelers wonnen eerder een Major. Tiger Woods spant de kroon met 14 Major overwinningen, Tom Watson behaalde er 8, Nick Faldo 6, Phil Mickelson 5 en Ernie Els 4. Vier spelers wonnen het Open op St Andrews: Nick Faldo in 1990, John Daly in 1995, Tiger Woods in 2000 en 2005 en Louis Oosthuizen in 2010. Titelverdediger Rory McIlroy heeft zich teruggetrokken wegens een enkelblessure. Chris Kirk heeft zich ook teruggetrokken, hij wordt vervangen door Kevin Streelman.
| - Thomas Aiken 7 - Byeong-hun An 2 - Kiradech Aphibarnrat 2 - Scott Arnold R - Daniel Berger R - Thomas Bjørn 17 - Adam Bland 1 - Jonas Blixt 2 - Steven Bowditch 1 - Gary Boyd 2 - Keegan Bradley 3 - Daniel Brooks R - Rafa Cabrera Bello 3 - Mark Calcavecchia 28 (1989) - Paul Casey 12 - Greg Chalmers 2 - Stewart Cink 17 (2009) - Darren Clarke 23 (2011) - George Coetzee 4 - Ben Curtis 12 (2003) - John Daly 20 (1995) - Jason Day 4 - Graham Delaet 2 - Robert Dinwiddie R - Luke Donald 14 - Jamie Donaldson 4 - Victor Dubuisson 2 - Jason Dufner 5 - David Duval 18 (2001) - Pelle Edberg 2 - Ernie Els 24 (2012) - Harris English 3 - Matt Every 1 - Nick Faldo 36 (1987, 1990, 1992) - Ross Fisher 7 - Tommy Fleetwood 1 - Rickie Fowler 5 - Ryan Fox R - Marcus Fraser 4 - Hiroyuki Fujita 5 | - Jim Furyk 19 - Stephen Gallacher 7 - Sergio García 18 - Tom Gillis 2 - Retief Goosen 18 - Branden Grace 4 - Bill Haas 5 - James Hahn R - Todd Hamilton 14 (2004) - Brian Harman 1 - Pádraig Harrington 18 (2007, 2008) - Tyrrell Hatton 3 - David Hearn 2 - Scott Hend 1 - Russell Henley 2 - Charley Hoffman 4 - Morgan Hoffmann R - JB Holmes 6 - Billy Horschel 2 - David Howell 12 - Yuta Ikeda 3 (2014) - Mikko Ilonen 6 - Hiroshi Iwata 2 - Raphaël Jacquelin 9 - Thongchai Jaidee 8 - Miguel Ángel Jiménez 22 - Dustin Johnson 6 - Zach Johnson 11 - Matt Jones 1 - Rikard Karlberg R - Martin Kaymer 7 - Rikard Karlberg R - Kevin Kisner 1 - Søren Kjeldsen 6 - Russell Knox R - Brooks Koepka 2 - Matt Kuchar 10 - Anirban Lahiri 2 - Bernhard Langer 29 (2014) - Pablo Larrazábal 5 | - Paul Lawrie (1999) 22 - Danny Lee R - Tom Lehman 20 (1996) - Marc Leishman 4 - Justin Leonard 20 (1998) - Alexander Lévy R - Wen-chong Liang 2 - David Lingmerth R - David Lipsky R - Shane Lowry 3 - Joost Luiten 3 - Sandy Lyle (1985) 39 - Hunter Mahan 10 - Matteo Manassero 4 - Ben Martin 1 - Hideki Matsuyama 2 - Graeme McDowell 11 - Phil Mickelson 21 (2013) - Edoardo Molinari 3 - Francesco Molinari 7 - Jonathan Moore R - Ryan Moore 5 - James Morrison - Kevin Na 4 - Mark O'Meara - Koumei Oda 4 - Geoff Ogilvy 11 - Louis Oosthuizen 8 (2010) - Greg Owen 7 - Ryan Palmer 2 - Rod Pampling 7 - Eddie Pepperell R - Carl Pettersson 7 - Ian Poulter 14 - Richie Ramsay 4 - Patrick Reed R - Justin Rose 13 - Brett Rumford 4 - Charl Schwartzel 10 - Adam Scott 15 | - John Senden 8 - Marcel Siem 3 - Webb Simpson 3 - Brandt Snedeker 6 - Jordan Spieth 2 - Henrik Stenson 10 - Scott Strange 1 - Robert Streb R - Kevin Streelman 3 - Andy Sullivan R - Tadahiro Takayama 3 - Taichi Teshima 2 - Brendon Todd 1 - Shinji Tomimura R - Cameron Tringale 1 - Jaco Van Zyl R - Jimmy Walker 2 - Anthony Wall 5 - Marc Warren 2 - Bubba Watson 6 - Tom Watson 37 (1975, 1977, 1980, 1982, 1983) - Romain Wattel R - Lee Westwood 20 - Bernd Wiesberger 2 - Danny Willett 3 - Gary Woodland 3 - Tiger Woods 18 (2000, 2005, 2006) - Mark Young R Amateurs - Gunn Yang R US Amateur - Romain Langasque R Brits Amateur - Ashley Chesters 1 Europees Amateur - Ollie Schniederjans R winnaar WAGR 2014 - Jordan Niebrugge R - Alister Balcombe R - Paul Dunne 1 - Paul Kinnear R - Ben Taylor R |

Het getal achter de naam geeft aan hoe vaak de speler het Open al heeft gespeeld.
Vanaf 1970:
1970 ·
1971 ·
1972 ·
1973 ·
1974 ·
1975 ·
1976 ·
1977 ·
1978 ·
1979 ·
1980 ·
1981 ·
1982 ·
1983 ·
1984 ·
1985 ·
1986 ·
1987 ·
1988 ·
1989 ·
1990 ·
1991 ·
1992 ·
1993 ·
1994 ·
1995 ·
1996 ·
1997 ·
1998 ·
1999 ·
2000 ·
2001 ·
2002 ·
2003 ·
2004 ·
2005 ·
2006 ·
2007 ·
2008 ·
2009 ·
2010 ·
2011 ·
2012 ·
2013 ·
2014 ·
2015 ·
2016 ·
2017 ·
2018 ·
2019 ·
2020
 Frys.com Open ·
 Shriners Hospitals for Children Open ·
 McGladrey Classic ·
 CIMB Classic ·
 WGC - HSBC Champions ·
 Sanderson Farms Championship ·
 Mayakoba Golf Classic ·
 Tournament of Champions ·
 Sony Open in Hawaii ·
 Humana Challenge ·
 Phoenix Open ·
 Farmers Insurance Open ·
 AT&T Pebble Beach National Pro-Am ·
 Northern Trust Open ·
 Honda Classic ·
 WGC-CA Championship ·
 Puerto Rico Open ·
 Valspar Championship ·
 Arnold Palmer Invitational ·
 Texas Open ·
 Houston Open ·
 Masters Tournament ·
 The Heritage ·
 Zurich Classic of New Orleans ·
 WGC-Matchplay ·
 The Players Championship ·
 Wells Fargo Championship ·
 Crowne Plaza Invitational at Colonial ·
 Byron Nelson Championship ·
 Memorial Tournament ·
 FedEx St. Jude Classic ·
 US Open ·
 Travelers Championship ·
 Greenbrier Classic ·
 John Deere Classic ·
 The Open Championship ·
 Barbasol Championship ·
 Canadian Open ·
 Quicken Loans National ·
 WGC-Invitational ·
 Barracuda Championship ·
 PGA Championship
 Wyndham Championship ·
 The Barclays ·
 Deutsche Bank Championship ·
 BMW Championship ·
 Tour Championship
Father/Son Challenge · Hero World Challenge · Ryder Cup · Presidents Cup · Wendy's 3-Tour Challenge · World Cup of Golf
 Nedbank Golf Challenge ·
 Alfred Dunhill Championship ·
 South African Open ·
 Abu Dhabi Golf Championship ·
 Qatar Masters ·
 Dubai Desert Classic ·
 Malaysian Open ·
 Thailand Classic ·
 Indian Open ·
 Joburg Open ·
 WGC - Championship ·
 Africa Open ·
 Tshwane Open ·
 Madeira Island Open ·
 Trophée Hassan II ·
 The Masters · 
 Shenzhen International ·
 Volvo China Open ·
 WGC - Match Play Championship ·
 Mauritius Open ·
 Open de España ·
 BMW PGA Championship ·
 Irish Open ·
 Nordea Masters ·
 Lyoness Open ·
 US Open · 
 BMW International Open ·
 Open de France ·
 Scottish Open ·
 The Open Championship · 
 European Masters ·
 Paul Lawrie Matchplay ·
 WGC - Invitational ·
 US PGA Championship · 
 Made in Denmark ·
 Czech Masters ·
 Russian Open ·
 KLM Open ·
 Open d’Italia ·
 European Open ·
 Alfred Dunhill Links Championship ·
 World Match Play Championship ·
 Portugal Masters ·
 Hong Kong Open ·
 BMW Masters ·
 WGC - Champions ·
 Turks Open ·
 Dubai World Championship
EurAsia Cup · Ryder Cup · Seve Trophy · World Cup of Golf